# Autobahndreieck Barnim
Das Autobahndreieck Barnim (Abkürzung: AD Barnim, Kurzform: Dreieck Barnim, bis 2013: Autobahndreieck Schwanebeck), davor Bernauer Schleife bzw. Abzweig Penkun ist ein Autobahndreieck in Brandenburg in der Metropolregion Berlin/Brandenburg. Es verbindet die Bundesautobahn 10 (Berliner Ring) mit der Bundesautobahn 11 (Stettin–Berlin), bevor diese zur Bundesstraße 2 wird.

## Geographie
Das Dreieck liegt auf dem Gemeindegebiet von Panketal im Landkreis Barnim. Die umliegenden Städte und Gemeinden sind Ahrensfelde, Bernau bei Berlin, Werneuchen und Zepernick, sowie die Berliner Bezirke Pankow, Lichtenberg und Marzahn-Hellersdorf. Nächstgelegene Ortsteile sind Schwanebeck, Birkholz, Lindenberg und Blumberg. Es befindet sich rund 15 Kilometer nordöstlich der Berliner Innenstadt, etwa 25 Kilometer südöstlich von Oranienburg und rund 110 Kilometer südwestlich von Stettin.
Das Autobahndreieck Barnim trägt auf der A 10 die Anschlussstellennummer 1, auf der A 11 die Nummer 17. Am Dreieck beginnt die Kilometrierung des Berliner Rings (in östlicher Richtung im Uhrzeigersinn).

## Geschichte

### Neubau

Karte des alten Dreiecks Schwanebeck einschließlich der ehemaligen Anschlussstelle Berlin-Weißensee

Das Autobahndreieck Barnim wurde zusammen mit den ersten vier Kilometern der heutigen A 11 von der obersten Bauleitung Berlin als Stettiner Abzweig errichtet. Der Auftrag zum Bau wurde im April 1935 erteilt, sodass am 6. Juni die Erdarbeiten begannen. Am 12. November 1935 wurde mit dem Bau der Fahrbahndecken begonnen. Bedingt durch das Frostwetter im Winter 1935/1936 ruhten die Arbeiten an insgesamt 40 Arbeitstagen. Trotzdem konnten die Fahrbahnen weitestgehend im März 1936 bis zur Anschlussstelle Berlin-Weißensee fertiggestellt werden. Dort wurde eine Tankstelle vom Typ Fürstenwalde errichtet.
Für die 5,3 Kilometer lange Strecke von der Anschlussstelle Berlin-Weißensee am Berliner Ring bis Bernau-Süd an der A 11 wurden insgesamt 10.000 Kubikmeter Beton und 160 Tonnen Rundeisen für die Brückenfundamente und Widerlager, 1.600 Tonnen Stahl für die Überbauten sowie 18.000 Kubikmeter Deckenbeton für die Fahrbahnen verbaut.
Weitere Bezeichnungen des Knotenpunktes waren Bernauer Schleife, Stettiner Dreieck, Penkuner Abzweig, Abzweig Prenzlau und Dreieck Schwanebeck.
In den 1930er Jahren wurde das Dreieck in die Bernauer Schleife eingegliedert, auf der bis 1973 Auto- und Motorradrennen stattfanden. Bedingt durch den Weiterbau des nördlichen Berliner Rings ab der Anschlussstelle Berlin-Weißensee – dort endete die Rennstrecke – war ein Befahren als Rundkurs nicht mehr möglich. 1990 wurde die Steilkurve der Rennstrecke abgerissen.

### Umbau zum Autobahndreieck Barnim
Das Autobahndreieck Barnim wurde im Zuge des Verkehrsprojekts Deutsche Einheit Nr. 11 von 2011 bis 2013 in sechs Phasen aus dem ehemaligen Dreieck Schwanebeck um- und ausgebaut. Die Hauptrichtungsfahrbahn bildet nun der Berliner Ring und nicht die Fahrtrichtung nördlicher Berliner Ring – A 11. Die Anschlussstelle Berlin-Weißensee ist im Zuge des Umbaus entfallen, weil deren Funktion nun der südliche Ast des umgebauten Autobahndreiecks übernimmt, indem die B 2 direkt an den neuen Knoten angebunden wurde. Gleichzeitig wurde die A 11 bis zum Kilometer 2,0 grundhaft aus- und umgebaut.
Um das Projekt zu realisieren, wurden sieben Brücken neu gebaut, teilweise für die sogenannten „Überflieger“, und zwei Brücken erneuert bzw. erweitert. Weiterhin mussten 1,4 Millionen Kubikmeter Boden bewegt sowie 345.000 Quadratmeter Fahrbahn hergestellt werden. Hinzu kam ein Lärmschutzwall an der Rampe der A 10 zur A 11 im Osten mit einer Länge von 930 Metern. Die Gesamtkosten für den Umbau betrugen 57,5 Millionen Euro, wovon der Europäische Fonds für regionale Entwicklung 20 Millionen Euro übernahm.
Bauvorbereitende Maßnahmen, insbesondere Rodungen und Trassenabsteckungen, erfolgten ab Frühjahr 2010. Der erste Spatenstich für den Umbau fand am 5. Mai 2011 statt. In der ersten Bauphase wurde ab Mai 2011 mit der Errichtung der neun neuen Brückenbauwerke begonnen. Nach 29 Monate langer Bauzeit wurde das Autobahndreieck am 11. November 2013 unter dem neuen Namen Dreieck Barnim offiziell dem Verkehr übergeben.

Luftbilder vom Umbau des AD Barnim
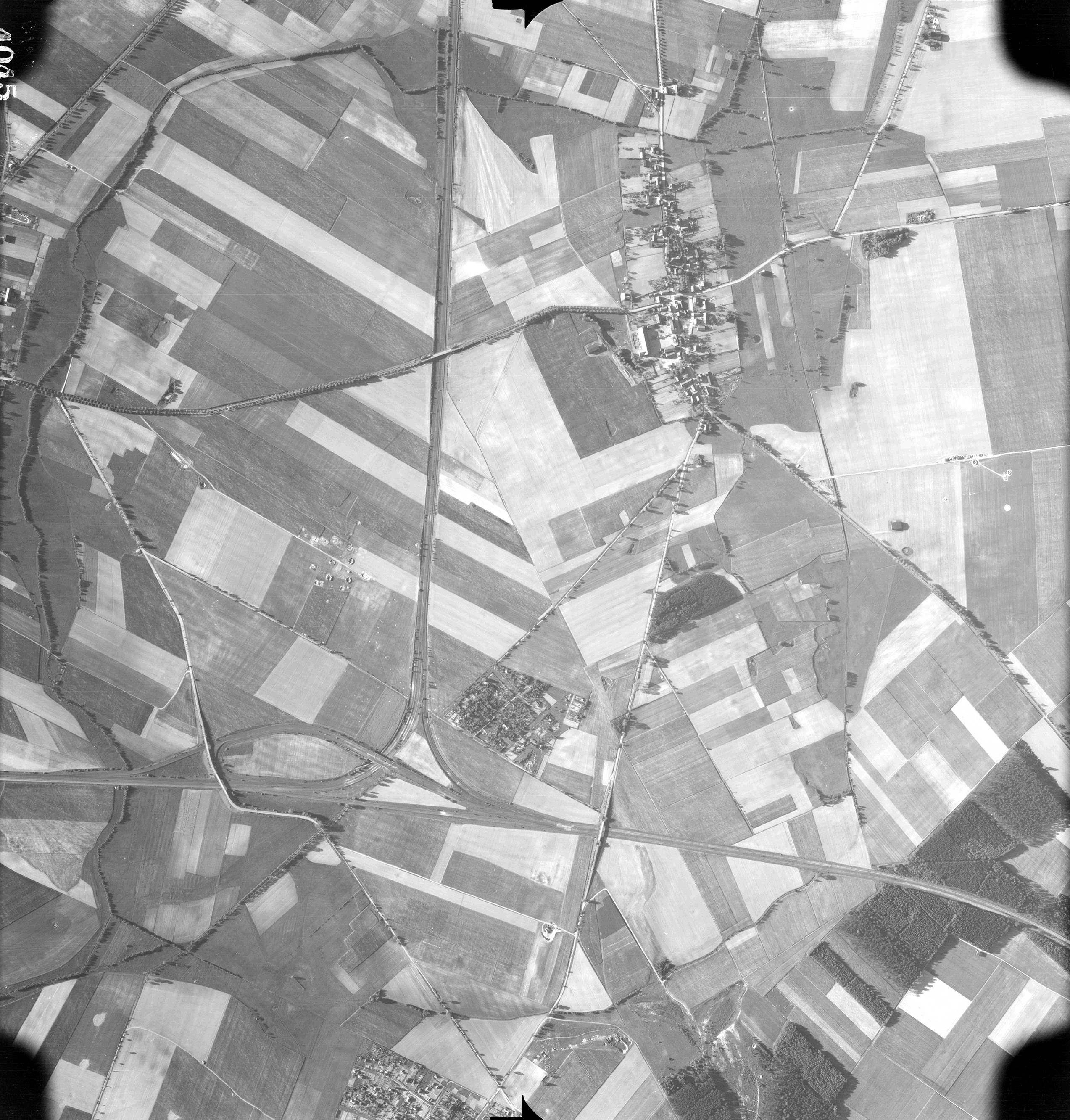
Mai 1944
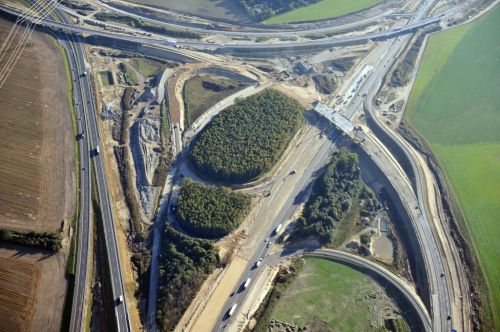
Oktober 2012
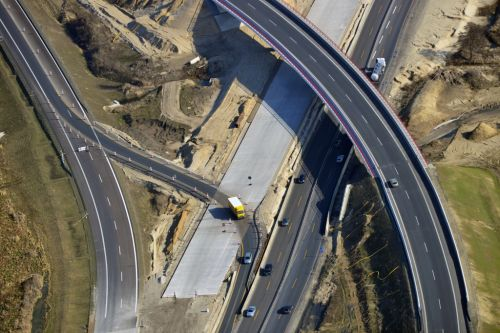
März 2013
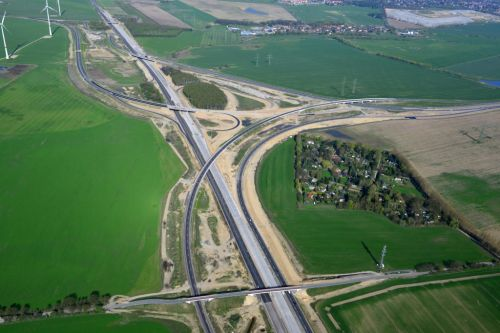
Mai 2013
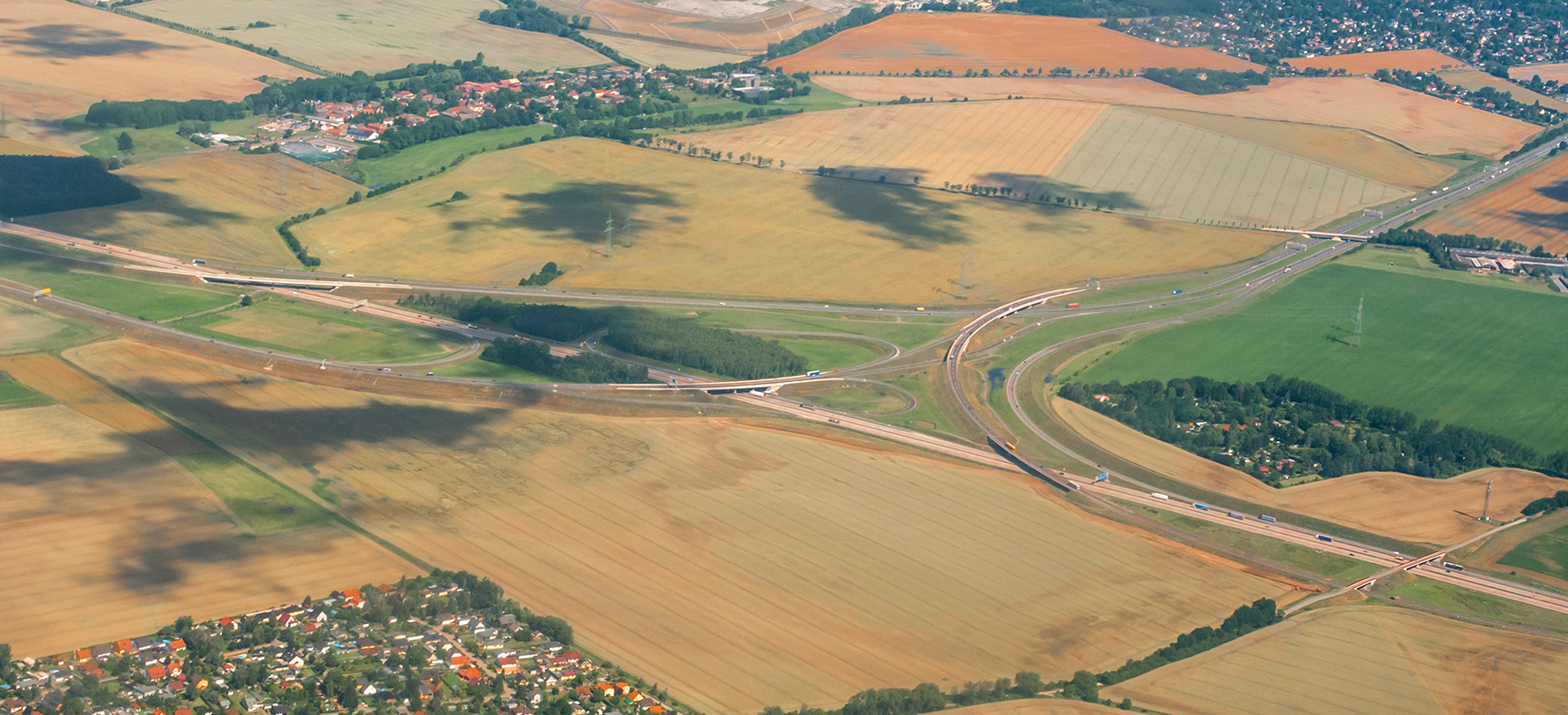
Juli 2017

## Bauform und Ausbauzustand
Die A 10 ist im Bereich des Dreiecks Barnim durchgehend sechsstreifig ausgebaut. Die grundhaft erneuerten Abschnitte der A 11 sind nach wie vor vierstreifig ausgeführt. Der neu gebaute Abschnitt der B 2 ist ebenfalls vierstreifig. Die vier Verbindungsrampen des Dreiecks von der A 10 zur A 11 und umgekehrt sind mit zwei Fahrstreifen ausgeführt. Die je zwei direkten und indirekten Verbindungsrampen von den Autobahnen zur B 2 sind einstreifig ausgeführt. Durch die direkte Einbindung der B 2 ergibt sich baulich ein Kreuz (Bauform Dreieck mit einem halben Kleeblatt).

## Verkehrsaufkommen
Das Autobahndreieck Barnim wird täglich von rund 73.000 Fahrzeugen befahren.
| Von                  | Nach                              | Durchschnittliche tägliche Verkehrsstärke | Anteil Schwerlastverkehr |
| -------------------- | --------------------------------- | ----------------------------------------- | ------------------------ |
| AD Pankow (A 10)     | AD Barnim                         | 49.900                                    | 11,6 %                   |
| AD Barnim            | AS Berlin-Hohenschönhausen (A 10) | 51.500                                    | 10,9 %                   |
| AS Bernau-Süd (A 11) | AD Barnim                         | 43.600                                    | 09,0 %                   |
| AD Barnim            | Anschluss L 200 (B 2)             | keine Daten                               | keine Daten              |